# Розточування

Розточування — операція металообробки, яка полягає у збільшенні діаметра вже існуючих отворів. Розточування виконують шляхом розсвердлюванням (при діаметрах отворів до 80 мм) і розточуванням (при діаметрах отворів понад 80 мм). Розточування здійснюється на розточувальних верстатах (рис.).
Деталь закріплюється на столі верстату, який переміщується по напрямним (рух подачі). Різці розміщуються на шпинделі, який проходить через деталь (рух обертання). Розточувальні верстати бувають горизонтальні і вертикальні.